# Motonori Matuyama
Motonori Matuyama, född 1884, död 1958, var en japansk geolog och geofysiker. Han upptäckte jordens magnetfält. Han var författare till On the Direction of Magnetization of Basalt.